# Jean-Michel Mis
Pour les articles homonymes, voir Mis (homonymie).
Jean-Michel Mis, né le 28 juillet 1967 à Saint-Étienne (France), est un homme politique français.
Il est député de la 2e circonscription de la Loire de 2017 à 2022.

## Biographie
Juriste de formation, il est collaborateur parlementaire de 2007 à 2017. Ancien adjoint chargé des affaires économiques auprès de Jean Hugon, maire de Roche-la-Molière en 2002. Il est aussi secrétaire général d’une association de défense des droits de l’homme (2012-2016)[réf. souhaitée].

## Député de laXVelégislature
Lors des élections législatives de 2017, il l'emporte au second tour avec 57,47 % des voix face à Andrée Taurinya (La France insoumise).
A l'Assemblée nationale, il est membre de la commission des lois. 
En juillet 2017, dans le cadre du projet de loi organique rétablissant la confiance dans l'action publique, Jean-Michel Mis soutient un amendement, soutenu de longue date par la Ligue internationale contre le racisme et l'antisémitisme (Licra) et finalement adopté, qui enrichit le Code pénal d'une peine d'inéligibilité applicable aux personnes reconnues coupables de racisme, d'antisémitisme, de négationnisme, d'homophobie, d'incitation au terrorisme, d'apologie de crime contre l'humanité et de toute forme de discrimination.
En 2019, avec d'autres députés LREM, il se désolidarise d'Aurore Bergé, porte-parole de LREM, lorsque celle-ci annonce son intention de voter une proposition de loi des Républicains interdisant le port du voile aux femmes qui accompagnent des groupes d’élèves en sortie scolaire.
Bien que loyal à son groupe politique, il se montre parfois critique, estimant en 2020 que la majorité est trop « à la remorque du gouvernement, et n'est pas assez force de proposition ». 
En 2021, il est nommé juge suppléant à la Cour de justice de la République et siège lors du procès de l'affaire Karachi.
La même année, il est nommé rapporteur de la mission d’enquête parlementaire sur les défaillances de distribution de courrier pendant les élections régionales et départementales de juin.
Candidat à sa propre succession lors des élections législatives de 2022, il est battu au second tour par Andrée Taurinya (Nouvelle Union populaire écologique et sociale) qui remporte 50,63% des suffrages exprimés.

### Spécialiste du numérique
Au début de son mandat, il choisit de se spécialiser sur les sujets en lien avec le numérique et la souveraineté. Il est co-auteur de plusieurs rapports sur les sujets numériques, dont un rapport d’évaluation de la loi Renseignement de 2015, et un rapport sur les chaînes de blocs (blockchains) coécrit avec Laure de La Raudière,. En 2020, il est vice-président de la mission d'information sur la souveraineté numérique. Il siège depuis 2020 à la commission supérieure du Numérique, qui donne des avis sur les projets de textes relatifs au numérique et aux Postes et depuis 2019 au Conseil national du numérique[réf. souhaitée].
Lors du premier confinement, au printemps 2020, il milite en faveur de l'adoption, par les autorités françaises, d'outils de visioconférence européens. Il considère alors que la méconnaissance, par les responsables politiques, des solutions existantes leur fait prendre des risques inutiles. Il souhaite que la France se dote d'un ministère dédié au numérique, et se donne les moyens d'accéder à une pleine souveraineté numérique.
Il demande que l'identité numérique devienne un chantier prioritaire, avec un déploiement massif avant 2025, en adossant les moyens de s'identifier en ligne à la future carte d'identité électronique. Mais cela ne peut reposer que sur la simplicité du dispositif et la confiance, se montrant défavorable à rendre ce volet obligatoire, et souhaitant que l'État n'ait pas l'exclusivité.
En 2020, il participe, aux côtés du chef d'entreprise Rémy André Ozcan, à la création de la Fédération française des professionnels de la blockchain (FFPB), afin de regrouper un secteur qu'il considère comme beaucoup trop éclaté.